# إيرين كيليمان
إيرين كيليمان (مواليد 17 أكتوبر 1998) هي ممثلة إنجليزية، عرفت بدور إنفيس نسيت في فيلم سولو: قصة من حرب النجوم.

## وصلات خارجية
- إيرين كيليمان على موقع IMDb (الإنجليزية)
- إيرين كيليمان على موقع ميتاكريتيك (الإنجليزية)
- إيرين كيليمان على موقع روتن توميتوز (الإنجليزية)
- إيرين كيليمان على موقع قاعدة بيانات الأفلام العربية
- إيرين كيليمان على موقع ألو سيني (الفرنسية)
- إيرين كيليمان على موقع أول موفي (الإنجليزية)
- إيرين كيليمان على موقع قاعدة بيانات الفيلم (الإنجليزية)
- إيرين كيليمان على موقع كينوبويسك (الروسية)